# 黑头弓背蚁种团
黑头弓背蚁种团（学名：Camponotus nigriceps species group）（英文俗称：Sugar ants）是弓背蚁属之下的一个种团，为大洋洲的独有的一個种团。

## 物种
该种团包括以下物种：
- 光亮弓背蚁 Camponotus clarior Forel, 1902
- 拟广布弓背蚁 Camponotus consobrinus (Erichson, 1842) 又稱：橙布弓背蚁、橙带弓背蚁
- 德兰德弓背蚁 Camponotus dryandrae Mc Arthur and Adams, 1996
- 伊氏弓背蚁 Camponotus eastwoodi McArthur, 1996 又稱：东木弓背蚁
- 洛厄里弓背蚁 Camponotus loweryi Mc Arthur and Adams, 1996
- 长斜弓背蚁 Camponotus longideclivis Mc Arthur and Adams, 1996
- 黑头弓背蚁 Camponotus nigriceps (Smith F., 1858)
- 苍头弓背蚁 Camponotus pallidiceps Emery, 1887

## 鉴定
在鉴定该种团物种時有一点很重要，想要鉴别这些物种，最关键的一点是需要检查小型工蚁至到大型工蚁的品级。野外生物学家會在工蚁的巡逻范围内设置诱饵陷阱，可由於大型工蚁也跟着其他工蚁出巢的机率很低，因此这个方法并不合适。尽管如此，在大多数情况下，将表中列出的字符与鍵的结合使用应该可以让研究人员识别出来自所有种姓的工蚁。

## 诊断

### 工蚁的背视图
脣基的正中前部向前突出；外缘不凸起，从大型工蚁的强烈凹陷到小型工蚁的直线不等；前突总是明显的（像牙齿一样），从大型工蚁向外逐渐变细到小型工蚁向前逐渐变细；突起的前缘总是凹陷的，从大型工蚁中心的V字形到小型工蚁的均匀和微弱的凹陷。上颚有6颗锯齿，近端牙齿之间偶尔缺乏边缘，下一个显示为点状（从来没有像图中那样在近端边缘有半颗牙齿。花梗绒毛腹，凸起（从侧面看）。头宽总是大于前缘。背视图的头部两侧：中等的工蚁圆形，除了伊氏弓背蚁（Camponotus eastwoodi）的最小型工蚁外，小型工蚁平行。触角附着在距唇基一定距离的头囊上，距离大于触角的直径。

### 觸角窝
幕坑明显凹陷。中体那部分的剖面（从侧面看），包括前鼻、中膜、前足背（=基部）和前足上四分之三的倾斜度（靠近背端）从不凹陷，除非存在 rnetanotum;中膜和前足之间可能出现微弱的凹陷。

### 关结轮廓（從侧面看）
頭部和腹部之間的連接處凸起，顶端尖锐。被皮整体细网状，除了有时在附属物上外，从不被短柔毛隐藏。足部的中部有短毛或短柔毛，倾斜度从上部到约80°，长度不超过0.1毫米；内表面有2排直倒钩，长度约为0-15毫米。前缘上的长被毛通常向前倾斜；腹部上的长被毛通常向后倾斜。缺乏附着在头囊腹上的“J”形被毛（与拥有 5-10 个被毛的 C. testaceipes 不同）。多态性，头部宽度显示二态性。

## 笔记
Emery於1925为世界提出了34多个亚属。其中一個亚属為“11 me.Groupe nigriceps”，由来自澳大利亚的八个命名形式组成，其拥有一个“在其前缘中间有深缺口”的唇基。该特征非常独特，以至于Emery的“黑頭弓背蚁种群”被普遍认为是弓背蚁属中的一个自然分组，雖然其尚未被现代分支方法证实，而且很多物种都可以被归类为黑头弓背蚁种团。
在澳大利亚，黑頭弓背蚁种团的物種通常称之为 Sugar ants（糖蚁），但直到现在还很难确定该组内的物种。
该种团之下的物种通常在夜间觅食，偶尔在阴天觅食。在土壤、原木、树桩或石头下筑巢。